# بریدلیتشنا
بریدلیتشنا (به چکی: Břidličná) یک منطقهٔ مسکونی در جمهوری چک است که در شهرستان برونتال واقع شده‌است. بریدلیتشنا ۳٬۳۸۴ نفر جمعیت دارد.